# Óblast de Sumy
La óblast de Sumy (en ucraniano: Сумська область, transliterado: Sumska Óblast) es una óblast (provincia) en el nordeste de Ucrania. Su capital es la ciudad de Sumy.
Está situado en el punto de intersección de dos ríos, Psel y Sumka. Según algunas hipótesis, del nombre del segundo proviene el de la ciudad de Sumy.

## Geografía

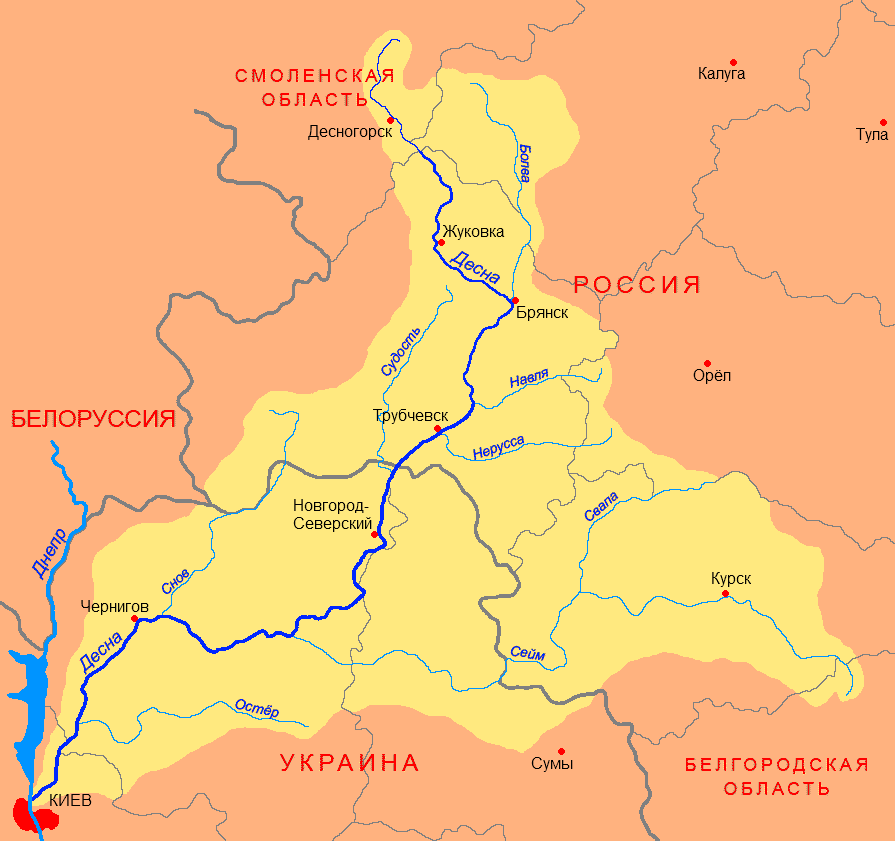
Mapa en ruso del río Desná (Десна) que forma parte de la frontera noroeste entre la óblast de Sumy con el de Chernihiv

Su territorio limita al norte con Rusia. Ocupa una superficie de 23 834 km².

## Población
- Evolución del censo:[cita requerida]
  - 1850 - 11 500 habitantes
  - 1897 - 27 600 habitantes
  - 1913 - 50 400 habitantes
  - 1926 - 44 000 habitantes
  - 1939 - 69 000 habitantes
  - 1959 - 98 000 habitantes
  - 1970 - 159 000 habitantes
  - 1999 - 301 000 habitantes

- Composición de la población:
  - 1926: 80,7 % de ucranianos; 11,8% de rusos; 5,5 % de hebreos.
  - 1959: 79 % de ucranianos; 20 % de rusos.

## Historia
La zona de Sumy apareció hace unos 2800 años en el siglo VIII a. C. La región fue habitada por tribus de caza y pesca. Desde finales del siglo III a. C. y principios vivían tribus Sumy agrícolas y pastores. En las orillas del Seimas, Sula, y PSLA Vorskla se encuentran más de setenta asentamientos, aldeas y túmulos funerarios.
Desde el siglo I a. C., todo el territorio de Sumy era parte de la tierra en la que los primeros vivían tribus eslavas. Entre los siglos VII y X todo el territorio de Sumshchyna Septentrional estaba habitado por tribus eslavas. El largo proceso de desarrollo socioeconómico de los eslavos orientales causado por la formación de las relaciones feudales y la formación de la Rus de Kiev, la grandeza de los cuales Hrushevsky escribió: "Al final del siglo IX. Para muchos la tierra pertenecía a Kiev, los príncipes de Kiev dieron un homenaje - no sólo a Ucrania, sino también a otros, incluso en (la actual) San Petersburgo y Moscú.
La Rus de Kiev ocupó el territorio que se actual de la óblast de Sumy. Situado en las tierras utilizadas de la estepa frontera, a pesar de los constantes ataques kochivnykiv comparativamente estaba densamente poblada. En el territorio de la región conocida más de 80 antiguos asentamientos, los asentamientos, mohylnykiv. A excepción de pequeños pueblos y grandes ciudades existen, de los cuales dice litopysy davnoruski: V'yahan, Putyvl, Popash, Hlújiv, Zartyy. El territorio de la región de Sumy fue el escenario de la guerra entre príncipes feudales feroz, especialmente en los años 1140. Usando mizhusobytsi feodalni, Polovtsi aumento de la presión en tierra rusa. Nuestra tierra, su gente, una hazaña i Slavi, la derrota de error i dedicada nayvydatnishu Kiev nota Rus - "Historia de Igor.
A principios de los años 1220 desde Oriente llegaron las hordas mongoles tártaras. La grandeza, declive y opresión zminylasya mohutnist. En los años 1350 y 1360 la región fue parte del Gran Ducado de Lituania. Rus de Kiev gloria intentó renovar Bogdan Khmelnitsky. Durante la I Guerra de Liberación a la muerte existió ucraniano Hetman Estado, que incluye i Sumy Territorio, a saber: Hluhivschyna, Konotopschyna, Romenshchyna, Krolevets. Más tarde estas vviyshly Tierra de la Universidad Libre en Ucrania y en la parte suroriental pertenecía Slobozhanschyni. Las principales ciudades eran Hlújiv, Krolevets, Konotop, Romney, Putyvl, Sumi.
Tropas de tierra de Sumy comandadas por Ivan Vygovsky participaron en la famosa batalla de Konotop, en la que el ejército de Ucrania derrotó a Rusia. En 1708-1709 fue la población de la región de Sumy se encontraban en el centro de la batalla de Mazepa zar de Rusia Pedro I. La tragedia de la gente es que algunos ciudadanos apoyaron a Hetman, otros al rey y esto condujo a las numerosas represiones y ejecuciones. Es en Lebedyni se stracheni apoyó la Hetman Mazepa en Sumy proclamó condena manifiesto de Mazepa. Después de la destrucción de la capital hetman Baturin capital de Ucrania Hetman quedó sorda. Después de la abolición de Catalina II en el poder 1764 Hetman a Livoberezhzhi y en 1765, el sistema de regimiento y gobierno Slobidskiy en Ucrania en la región de Sumy se extendió a Podil administrativa territorial del imperio ruso y, a continuación, a excepción de un breve período de 1917 a principios de 1919 . cuando regrese vidrodylas Ucrania derzhavnist - totalitarnoyi el ruso Estado socialista soviético.
Desde la segunda mitad del siglo XIX la región ha tenido un gran desarrollo en la industria del azúcar. Sumy quedó en segundo lugar en Ucrania respecto al número de refinerías y las cantidades de azúcar producidas. El sindicato del azúcar fue fundado en el año 1897 por Saharozavodchika Sumy - Jaritonenko y Tereshchenko.
La región fue formada en Presidium del Soviet Supremo de la Unión Soviética el 10 de enero de 1939 como parte de la República Socialista Soviética de Ucrania. La recién creada óblast de Sumy incluyó doce raiones anteriores de la óblast de Járkov, diecisiete ex raines de la óblast de Chernihiv y dos antiguas de la óblast de Poltava.
Durante la Segunda Guerra Mundial entre 1941 y 1943, fue ocupada por la Alemania nazi bajo la administración de la Wehrmacht alemana. Después de que las fuerzas alemanas fueron expulsadas, la Unión Soviética recuperó el control de la región bajo la jurisdicción de la República Socialista Soviética de Ucrania.
En 1965, el raion de Talalaivka fue devuelto a la óblast de Chernihív.

## Economía, cultura, educación
Empresas más importantes:
- Fábrica de construcción de maquinaria Mijaíl Frunze, fundada en 1896, fabrica equipos para extracción de minerales, alcohol, caucho, fibra artificial y materias plásticas; para la industria hullera; para la industria alimenticia, etc.;
- Fábrica de microscopios electrónicos y electroautomática: produce diferentes clases de microscopios electrónicos, espectrómetros, contadores de iones;
- Industria química: produce ácido sulfúrico, lacas y pinturas;
- Extracción de minerales, aluminio;
- Fábrica de azúcar, construida en 1869; en 1970 ha producido 236.000 toneladas de azúcar;
- Frigorífico;
- Fábrica de aguardiente;
- Fábrica de conservas;
- Fábrica de tejidos;
- Fábrica del calzado.

En Sumy hay tres universidades, una academia, un museo de etnografía territorial, un museo de Arte, un museo de Antón Chéjov, el teatro dramático y el infantil y una sociedad filarmónica.